# Congé individuel de formation
Pour les articles homonymes, voir CIF.
 (novembre 2022).
Le congé individuel de formation (CIF) est un ancien droit à une action de formation disponible en France pour les salariés sous certaines conditions.

## Historique
Le congé individuel de formation permet à tout salarié de suivre une formation professionnelle pendant les heures de travail dans le but d'atteindre une certification professionnelle en totale indépendance. Il est associé à un droit à congé que l'employeur ne peut reporter qu'une fois. Il se distingue donc d'autres dispositifs de formation professionnelle que sont, d'une part, la formation organisée à l'initiative de l'employeur et prévue par le plan de formation de l'entreprise, s'il existe, d'autre part, la formation à l'initiative du salarié dans le cadre d'un accord entre celui-ci et l'employeur. Le compte personnel de formation du salarié permet de financer tout ou partie d'une formation professionnelle pendant le temps de travail (en accord avec l'employeur) ou hors temps de travail. 

### Depuis 2019
La réforme de la formation professionnelle portée par la loi du 5 septembre 2018 — loi no 2018-771 du 5 septembre 2018 « pour la liberté de choisir son avenir professionnel » — supprime le congé individuel de formation au 31 décembre 2018. Celui-ci est remplacé par le projet de transition professionnelle, qui reprend une partie des modalités du CIF (ex : rémunération, durée, délai de franchise), mais impose l'utilisation des droits inscrits dans le CPF et se borne aux changements de métier ou de profession.
Cette réforme répond aux revendications du Mouvement des entreprises de France (Medef) qui s'opposait à ce que les salariés disposent, à leur initiative, d'un droit à une reconversion qualifiante.

## Anciennes dispositions (avant 2019)

### Modalités
Les motifs du congé individuel de formation sont aussi variés que personnels : pour accéder à un niveau supérieur de qualification, pour changer d'activité ou de secteur (mobilité ou reconversion), pour s'ouvrir plus largement à la culture, à la vie sociale ou à l'engagement associatif bénévole, enfin pour préparer un examen...
Pour bénéficier d'un congé individuel de formation, le candidat doit être dans l'une des trois situations suivantes :
- être en CDI et avoir travaillé au moins deux ans en tant que salarié dont 12 mois dans l'entreprise et être encore dans l'entreprise,
- avoir travaillé au moins quatre mois en CDD sur les douze derniers mois et avoir travaillé au moins deux ans depuis cinq ans en tant que salarié et entrer en formation dans les 12 mois qui suivent la fin du dernier contrat de travail CDD,
- avoir effectué 1 600 heures en intérim durant les 18 derniers mois.

Il existe un délai de franchise (DF) : un salarié ayant déjà bénéficié d'un CIF ne peut y prétendre une seconde fois dans la même entreprise avant un certain délai dit délai de franchise égal au douzième, en mois, de la durée en heures du précédent congé. Ce délai de franchise ne peut être inférieur à 6 mois ni être supérieur à 6 ans.
Ce délai de franchise n'est pas valable pour les congés pour examens : on peut en demander autant qu'il y a d'examens.
Le congé ne peut pas durer plus d'un an s'il s'agit d'un stage à temps plein, 1 200 heures maximum si la formation est à temps partiel. Des accords peuvent prévoir des durées plus longues, en particulier dans certains secteurs (surtout commerce, service, artisanat et industrie, pour des raisons évidentes de programmes). Ces durées peuvent être augmentées si accord de l'employeur mais les financements seront plafonnés.

### Mise en œuvre
La demande doit être formulée à l'employeur par écrit en recommandé accusé de réception ou remis en main propre, au plus tard 60 jours à l'avance pour un stage de moins de 6 mois, 120 jours à l'avance pour un stage entraînant une interruption de travail de plus de 6 mois.
La réponse de l'employeur doit intervenir dans les 30 jours, passé ce délai l'absence de réponse vaut acceptation tacite. L'employeur ne peut pas refuser, il ne peut que repousser de 9 mois l'entrée en formation. De même une fois accordé, l'employeur ne peut revenir sur sa décision. Le départ en cas de refus en formation, s'il n'est pas formulé comme préjudiciable à l'entreprise, ne peut entraîner le licenciement du salarié.
Des raisons pour différer le congé sont possibles néanmoins pour des raisons diverses. En particulier, si après avis du comité d'entreprise ou des représentants du personnel il est décidé que cette absence peut avoir des conséquences préjudiciables sur la marche de l'entreprise (production principalement), le départ peut être reporté. Ce report s'il est accepté ne peut être supérieur à 9 mois, au-delà il est caduc.
La prise en charge est définie précisément par le contrat de travail. Le salarié doit présenter sa demande de prise en charge à l'OPACIF/FONGECIF auquel son employeur verse sa contribution formation. Dans ce cas, la prise en charge est calculée sur la rémunération qu'il aurait perçue s'il avait continué à travailler. Le salarié peut conserver sous certaines conditions (qu’il ait obtenu l’accord de l’organisme paritaire agréé à cette fin) 80 à 100 % de son salaire, qui est financé par le FONGECIF ou l'OPACIF. L'entreprise ou le salarié peuvent être amenés à payer le ticket modérateur. Le refus par l'organisme paritaire est possible et le salarié peut faire un recours gracieux.
Pendant le congé, le salarié doit remettre à l'employeur à chaque fin de mois une attestation effective de stage.
Pendant le congé de formation, le bénéficiaire reste salarié de son entreprise : seuls certains effets liés au contrat de travail sont suspendus (travail effectif, maintien automatique de la rémunération).
Le temps passé en formation est pris en compte pour le calcul des droits aux congés payés. Cette règle est applicable quelle que soit la durée du congé, quel que soit son mode de rémunération, que ce congé soit rémunéré ou non par l’employeur. Il en va de même à l’égard des droits auxquels le salarié peut prétendre du fait de son ancienneté dans l’entreprise : par exemple les primes (13e mois, vacances, bilan ou gratifications) liées à l’ancienneté dans l’emploi.
Le salarié en congé de formation conserve le droit d’exercer des mandats de représentant du personnel ou de délégué syndical. Il reste également électeur et éligible aux élections professionnelles. À son retour, l’employeur doit le réintégrer dans son emploi antérieur mais n’est pas tenu de proposer un autre emploi prenant en compte la qualification acquise pendant la formation.